# Pétfürdő
Pétfürdő [pétfyrdé] je velká obec v Maďarsku v župě Veszprém, spadající pod okres Várpalota. Nachází se asi 19 km severovýchodně od Veszprému. V roce 2015 zde trvale žilo 4 745 obyvatel. Dle údajů z roku 2001 tvořili 84,8 % obyvatelstva Maďaři, 0,7 % Němci a 0,4 % Romové, přičemž 15,1 % obyvatel se ke své národnosti nevyjádřilo.
Pétfürdő leží na silnici 7207. Sousedí s městy Berhida a Pétfürdő a s obcí Öskü.